# System-on-a-Chip

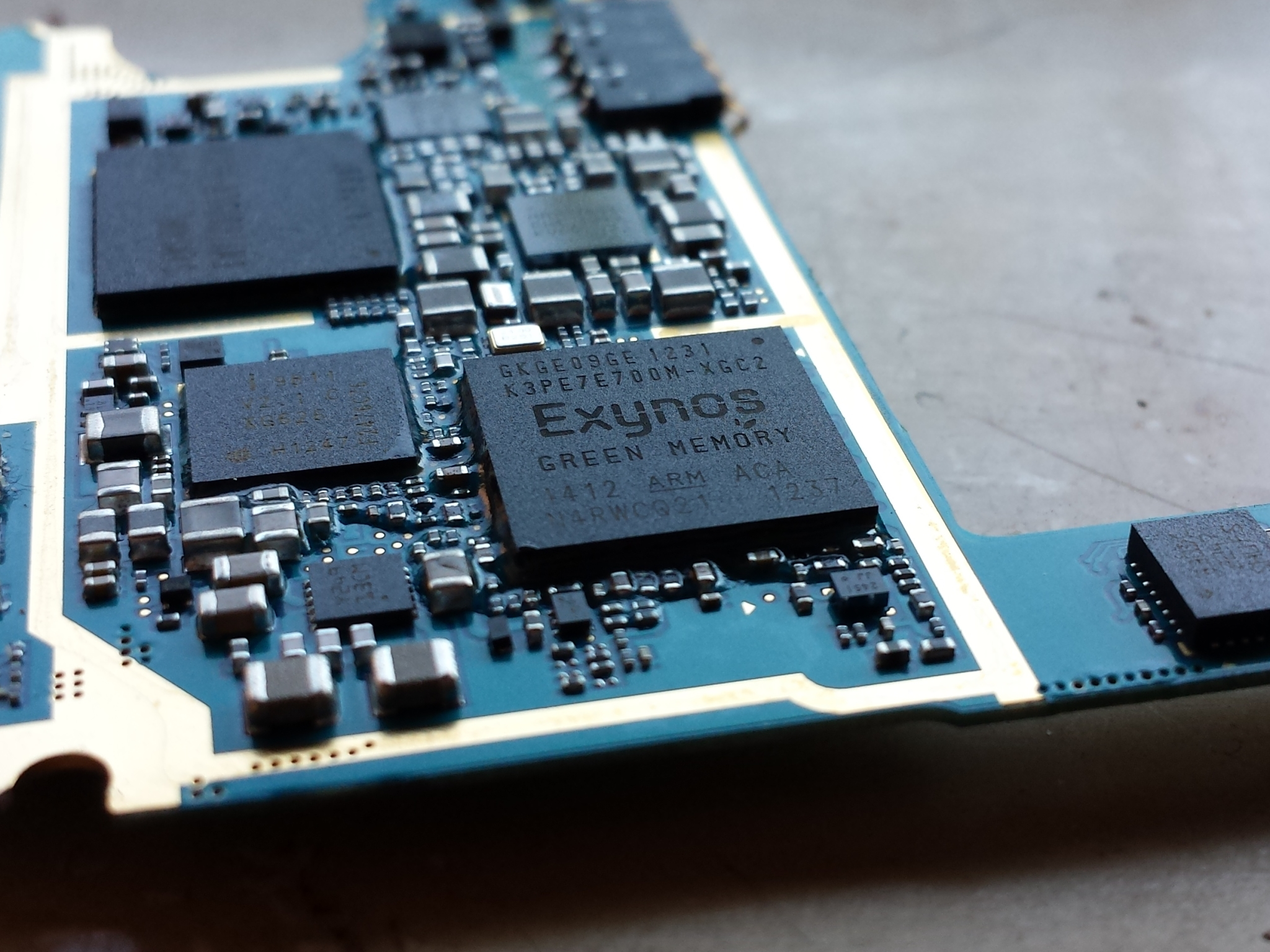
SoC Samsung Exynos 4 Quad, utilizat în Samsung Galaxy S III

SoC  (în engleză System-on-a-Chip) este termenul prescurtat pentru sistem pe un cip însemnând că toate componentele acelui sistem sunt fixate într-un singur circuit integrat. Un SoC conține diverse componente electronice create să lucreze împreună pentru a ajunge la un rezultat comun. 
SoC ar putea fi comparat cu un sistem desktop în miniatură care integrează diferite componente hardware: placă de bază, procesor, placă grafică, placă de rețea, memorie, periferice, interfețe etc., precum și software pentru funcționarea lor.
Ceasul digital cu afișaj cu cristale lichide (LCD) Microma din 1974, a fost primul produs SoC care a integreat un sistem electronic complet pe un singur cip de silicon.

## Utilizări
SoC-urile sunt foarte frecvente pe dispozitivele mobile (smartphone, tablete, camere digitale, routere wireless) și sisteme înglobate (Raspberry Pi), electronică pentru automobile, automatizări industriale, aplicații militare și altele. 

## Componente

Schema bloc a unui SoC bazat pe un procesor ARM

Un SoC conține, de obicei, diverse componente cum ar fi:
- Microprocesor (Microcontroler) - Poate fi un microcontroler simplu pe 8 biți, cât și un microprocesor multicore. Sunt posibile și sisteme multiprocesor.
- GPU (Cip grafic) - controlează unul sau mai multe afișaje. Poate fi un card grafic separat sau un nucleu grafic (GPU) integrat în chipset. Unele sisteme integrate sunt foarte solicitate pe ieșire grafică (console de jocuri, Blu-ray/DVD player, imagistică medicală sau aplicații militare)
- Procesor de semnal digital - efectuează operații de procesare a semnalelor în sisteme pe cip pentru senzori, actuatori, colectare de date, analiza datelor și prelucrare multimedia.
- Memorie -  este utilizată fie pentru rularea aplicațiilor și software (memorie RAM), fie pentru stocarea și prelucrarea datelor (memorie ROM). Memoria RAM este de obicei implementată într-o arhitectură von Neumann. Se mai află și un SRAM rapid, cu memorie externă care este conectată prin intermediul unui controler de memorie, DRAM sau memorie flash.
- Modem - pentru conectare la rețelele wireless și la rețelele mobile 3G și 4G.
- Interfețe externe - SoC-uri precum cele de pe routerele wireless și alte dispozitive de rețelistică, pot include și interfețe PCIe, SATA, USB, FireWire, pentru conectarea de dispozitive de stocare, Ethernet.
- Interfețe analogice - convertoare digital-analogice și analog-digitale.
- Chip de sunet (Audio SoC) - necesar în telefoane mobile, playere MP3, playere DVD și dispozitive multimedia similare. Se folosesc adesea codecuri externe hardware, care sunt apoi conectate la magistrala internă SoC printr-un bloc IP.
- Sistem de operare și aplicații software[5][6]

## Programmable System-on-a-Chip
Programmable System-on-a-Chip (PSoC) sunt SoC-uri implementate pe chip-uri programabile fabricate de Cypress Semiconductor. Aceste cipuri PSoC includ un nucleu CPU și o matrice configurabilă de periferice pentru semnale analogice și digitale. 
PSoC conține o parte a elementelor ce poate fi definită de utilizator pentru o aplicație specifică, fiind programabilă într-o manieră similară cu FPGA (Field-Programmable Gate Array) sau CPLD (Complex Programmable Logic Device). 

## Avantaje
- Un SoC este de obicei de mici dimensiuni și nu ocupă mult spațiu într-un dispozitiv electronic, ceea ce îl face să fie o soluție perfectă pentru dispozitive mobile mici.
- Deoarece un SoC are dimensiuni reduse și integrează multe componente diferite în același cip, înseamnă costuri de producție mai mici.
- SoC-urile sunt mult mai eficiente energetic decât un sistem cu componente dedicate separat, cum este un PC desktop sau un laptop. Un SoC poate să ruleze pe acumulatori pentru mai mult timp, ceeace îl face să fie o alegere foarte bună pentru orice dispozitiv mobil.

## Dezavantaje
- SoC-urile prezintă un dezavantaj major și anume nu pot fi actualizate. Din acest motiv în cazul în care într-un SoC apare o defecțiune, nu se poate repara sau schimba doar acea componentă, trebuie să se înlocuiască întregul SoC.[8]

## Producători
Cei mai importanți furnizori de SoC sunt: Qualcomm, Samsung, MediaTek, Huawei, NVIDIA și Broadcom. Qualcomm, NVIDIA și MediaTek produc și comercializează în principal SoC-uri folosite de alte companii în dispozitivele lor. Broadcom produce SoC-uri care sunt utilizate în routere și dispozitive de rețelistică, iar Samsung și Huawei produc SoC-uri pentru propriile smartphone-uri.
 